# DOS-Trend
DOS-Trend war eine Fachzeitschrift für Software und wurde von 1989 bis 1996 von der Trend Redaktions- und Verlagsgesellschaft mbH herausgegeben. DOS-Trend befasste sich hauptsächlich mit den Themen Public Domain und Shareware.
Jeder Ausgabe der Zeitschrift lag eine Diskette mit ausgewählten Shareware-Programmen bei; die letzten Ausgaben waren auch mit CD-ROM erhältlich. Da der Trend-Verlag eine Kooperation mit PEARL hatte, wurde im Mittelteil der Zeitschrift häufig auch ein Werbekatalog des Versandhandels beigelegt. Dort konnten unter anderem weitere Sharewareprogramme bestellt werden.
Es erschienen auch diverse DOS-Trend-Extra-Ausgaben, zum Beispiel eine Extra-Ausgabe mit dem Virenscanner Thunderbyte Anti-Virus oder der Shareware-Version des Spiels Doom (Ausgabe 4/1993).
DOS-Trend wurde durch den mittlerweile ebenfalls eingestellten Nachfolger namens CD plus Extra (mit CD-ROM) abgelöst.